# 石排灣公屋群

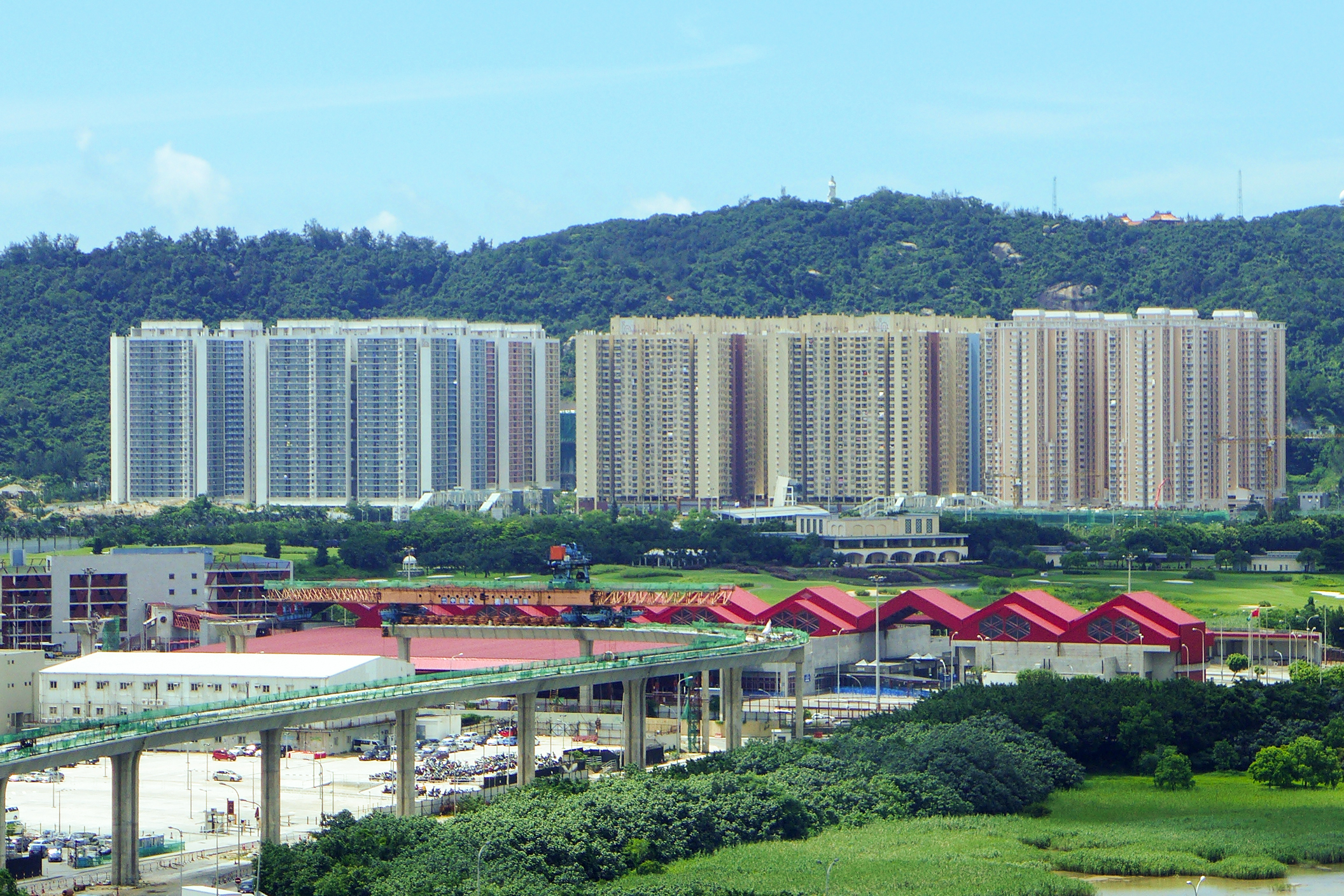
石排灣公屋群（2016年）

石排灣公屋群（葡萄牙語：Complexo de Habitação Pública de Seac Pai Van）是澳門路環石排灣的一個大型公共房屋綜合項目，由澳門特區政府於2009年編製“石排灣都市化規劃”，規劃面積為30萬平方米，規劃容納居住人口為6萬人。政府先於2010年收回兩幅被佔土地，2011年再收回另一幅土地，以便合併發展，其後在石排灣原石礦場進行爆破工作。2011年中，規劃範圍內的公屋地段正式動工，由澳門特區政府全資興建，為澳門最大型的公共房屋項目，包括三個經屋項目及一個社屋項目（CN3、CN4、CN5a及CN7）共四幅公屋地段，以及三幅獨立地段作社會設施CN6a、CN6b及CN6d地段，合共提供9,015個公屋單位；並設有多個設施項目，包括交通、衛生、教育、康體及社會服務等配套。還有多個商舖提供各類型之服務，照顧區內居民之日常生活需要，佔地共53,000多平方米。四個公屋項目於2013年起陸續入伙。據澳門特別行政區政府介紹，公屋群分別由安順大廈、居雅大廈和業興大廈經濟房屋，以及樂群樓社會房屋組成，合共提供9,015個住宅單位，其含義為“安、居、樂、業”，同時是澳門第一批使用天然氣作家用燃料的社區，並且將藉再生水系統作沖廁用。

## 沿革
2010年3月21日，澳門特別行政區政府加快落實路環石排灣都市化計劃中的公屋項目，工務部門由2009年12月對有關公屋地段進行了土地平整前的圍網工作。但由於在發展用地內，有兩名佔地人士經政府屢勸後仍不願意提供配合，遷出佔地將土地交還特區政府，因此，政府早前已透過告示，向兩名土地佔用人發出通知，要求在限期內遷出，確保能如期展開相關的公共房屋建築工程。兩幅被佔的地塊分別鄰靠石排灣圓形地及鄰近路環九澳高頂馬路兩幅地段，正處於石排灣都市化規劃範圍內。
2010年4月8日，房屋局局長譚光民表示，石排灣都市化計劃中的公屋項目基建工程預計在該年第三季動工。由於現場缺乏道路及各種基建，且部份地形環境仍高於規劃的路面水平，在展開基礎建設的工程前，必須先開挖約二十多萬立方米的岩石。現時前期籌備工作已接近完成，爭取於同年第一季度內開始及於第三季完成岩石平整的工作，盡快展開基礎建設工程。
2010年6月13日，兩位土地佔地人配合自行搬離，政府先於同年5月分別將石排灣公屋編製施工計劃，以及石排灣公屋地段內的石礦場之平整工程落實判給，當中的平整工程可望7月動工。被佔的土地位於鄰近路環石排灣圓形地和九澳高頂馬路的兩幅相連土地，佔地面積分別約1,500平方米和7,000平方米。局方已分別在去年底及今年初多次接觸佔用人，明確政府立場，希望顧及公共利益及配合公屋政策，自行遷出並將土地交還特區政府，令該公屋計劃得以順利開展，而佔地人亦承諾清走土地上的物件。由於兩幅土地的當事人表現出合作的態度，各自在限期內逐步搬走地段上的建築機器、材料等物品，將土地歸還。土地工務運輸局亦緊隨於六月初完成鄰近石排灣圓形地的圍網工作，以防再有人霸佔政府土地。
2010年10月下旬至11月下旬， 配合土地工務運輸局於路環石排灣石礦場開展土地平整工程，介乎和諧圓形地與石排灣圓形地之間的一段石排灣馬路實施臨時交通措施包括封閉和禁止泊車。
2011年3月22日，政府採取跨部門聯合清遷行動，鄰近九澳高頂馬路（石礦場東南側）的霸地。該幅霸地地處偏僻，霸地周邊被峭壁及植坡地所包圍，違法人霸地後自成一角。 根資料顯示，被霸佔的政府土地分租予多名人士，分別用法非法經營加工場或貨倉。因此，霸地內建有大量鋅鐵建築物用作非法經營廢車回收場、電子零件加工場、廢舊電視翻新工場、電子屏製造工場、氣槍射擊場及遙控車賽車場等，地段內更存放大量的建築器材及機械設備（如挖土機、混凝土車、泥頭車、大型吊車及貨櫃等），違法人將佔地內17幅早年已獲政府批出的批租地作不同程度的佔用。 鑑於霸地內存有多個非法經營加工場，警方於2010年8月和11月曾兩度搜查，先後查獲數名黑工，當中有逾期逗留者，亦有非法入境者。在2011年2月其中一個地盤更發生火警。 對治安和公眾安全成隱患。
2011年3月31日，運輸工務司司長劉仕堯表示，該公屋群項目第一階段將於同年4月動工，第二、三階段亦正進行招標，待招標完成後，整個石排灣公屋項目將全面興建。
2011年4月21日，「路環石排灣都市化第一期─西區基建工程」進行公開開標，一共收到11份標書參與投標，所提出的造價介乎2千8百多萬至4千6百多萬澳門元不等。預計爭取最快於2011年6月動工，最長施工期約為480天。 在11份標書中，有10份標書被接納；有1份標書被有條件接納，需補交由兩間公司負責人簽名的工地安全負責人履歷表。總施工面積涉及約3萬平方米，當中包括綠化面積、行人道面積和行車道面積，主要工作內容包括基地平整、鋪設下水道管道、鋪設路面、設置交通標誌、建造街道景觀及綠化社區等設施。
2011年4月27日，就項目土地平整展開的爆破工作進入最後一階段。隨著平整工程快將完成，標誌石排灣公屋項目的基礎設施和公屋主體建設可望於同年5月正式啟動，預計2012年竣工，屆時將可提供8,649個公屋單位。
2011年5月31日，常規爆破工程完成最後階段的爆破。局方緊接其後會啟動東西兩側基建工程及斜坡的加固工作。其中，西區基建施工期約480天，東區工期約510天。 兩區的施工面積則分別約43,000平方米及30,000平方米。
2012年2月28日，政府公佈石排灣都市化規劃下石礦場土地的資料，指政府2009年編製了石排灣都市化規劃，有關用地配合規劃改為住宅用地；2011年5月，「豐怡建築材料製品有限公司」向政府遞交的一份土地利用初研方案，獲政府批准。第一部分是用來採礦的土地，大部分為山體，第二部分是利用採礦所得的原材料，用以生產建材的工業廠房用地。該土地批租期限為25年，分別在1995年及2005年先後續期十年。而「豐怡建築材料製品有限公司」按照《土地法》相關規定所獲得臨時准照進行採礦的土地，位置在上述「工業廠房」批地之旁，範圍約十萬平方米，其開採礦石的工作一直進行，直至其權利被政府收回，並用以作為CN3及CN5公屋興建之用。
2012年3月7日，政府公佈有關石排灣“豐怡建築材料製品有限公司”土地發展歷程。
2012年5月13日，第一階段基礎設施，還包括斜坡加固工程和行人天橋等建造工程陸續於2013年完成。行人天橋工程預計於2013年第3季陸續完成。土地工務運輸局已展開斜坡加固建造工程，於2012年11月及2013年第1季度完工，同時規劃在石排灣圓形地與和諧圓形地各建設一組行人天橋。 第一期基建工程分東西兩部分，主要包括六條全長約2000米的道路，總施工面積達73000平方米。按照設計，區內行車道為雙向4線和雙向2線行車。 有關基建工程主要為建造地下管網及鋪設行車、行人道等，亦會安裝本澳首度引入的再生水管網。有關工程自去年八月展開，進展順利，整項工程可望於2013年12月完成。
2012年9月9日，路環石排灣都市化規劃區域內的公屋項目，主要位於三個地段，包括CN3（居雅大廈）、CN5a（業興大廈）及CN4（社屋地段），佔地面積共5萬多平方米。三個總共提供8000多個住宅單位的公屋項目規模龐大，佔地共53000多平方米，經過一年多時間緊密施工，目前多幢大廈已經全部平頂，正進行內部裝修。
2013年2月，配合石排灣公屋興建，土地工務運輸局同時啟動了區內及周邊基礎設施建造工作，當中道路基建工程經過緊密施工，於一月底全面鋪設瀝青行車路面後，宣告總施工面積達6.2萬平方米的道路大致完成，並將於石排灣公屋入伙前開通使用，便利社區居民的日常生活及交通出行。 
2013年3月，澳門特區政府每年一度舉辦「澳門國際環保合作發展論壇及展覽」，其中澳門最大公共房屋項目，位於路環的石排灣公屋群成為澳門首個環保元素設計的範例。
2014年12月19日，中共中央總書記、中國國家主席、中央軍委主席習近平在澳門特別行政區成立十五周年紀念之際視察澳門，期間於當天下午首站行程到石排灣公屋群視察規劃及建設狀況，並看望兩戶公屋居民。習近平先到樂群樓第五座觀看沙盤，並聽取時任土地工務運輸局城市規劃廳廳長劉榕講解澳門公屋群整體規劃及建設狀況，習近平更提出宜增加綠化帶及環保設施。隨後先後探訪兩家公屋住戶，兩戶戶主分別是建築工人和物流業的散工，習近平問到居住環境、配套，以及彼等之生活、工作、出行和學生學習等情況，離開前，習近平送贈了花瓶及餐具予戶主留念。

## 社會房屋
石排灣社屋（葡萄牙語：Habitação Social de Seac Pai Van）是澳門一個社屋項目，整個項目共有6座大樓，下方亦提供衛生、教育設施。

### 樂群樓（葡萄牙語：Edificio Lok Kuan）
項目所在地為位於路環石排灣公屋群CN4地段，是三個屋邨中最早落成的。由澳門房屋局擁有及負責分配給本澳合資格家團競投租賃，此項目由澳門特別行政區政府建設發展辦公室委托新域城市規劃暨工程顧問有限公司負責建築設計，整個社屋群由六座26-27層高的樓宇組成，而每座則再細分4個大廈服務核心，每個核心每層設有8個單位，即每層共設32伙，整個社屋群共提4,672個社屋單位，間隔由一房廳（T1）有3,314個單位，二房廳（T2）有1,118個單位及三房廳（T3）有240個單位，是運輸工務司司長劉仕堯「萬九公屋」計劃下一個首要入伙的社屋項目，也是自祐漢順利樓清拆後座數最多的社屋項目，樂群樓建成時是澳門最大型的租住公共房屋區。
2011年3月23日至5月19日，CN4地段項目進行公開招標，佔地面積約22000平方米，分別提供一房一廳（T1）、二房一廳（T2）及三房一廳（T3）約4600個。此項目將建成6棟26層高之住宅樓。
2011年5月20日，石排灣公共房屋CN4地段建造工程進行公開開標。工程不設底價。共有12間公司遞交標書文件。經開標程序後，全部公司的標書獲接納。工程造價由澳門幣1,438,000,000.00至1,718,581,519.00，工期至2012年12月31日。該地段為公屋群內最大的地段，佔地面積約22000平方米，分別提供一房一廳（T1）、二房一廳（T2）及三房一廳（T3）共4672個。此項目將建成6棟26層高之住宅樓及社會設施，樓宇之間將開闢為綠化區。
2013年2月8日，房屋局跟進石排灣社屋－樂群樓之社屋上樓工作，在現有社屋輪候隊伍中，房屋局根據社屋家團之輪候順序發出遞交文件通知，並將按序進行資料審核工作，為上樓作準備。 
2013年3月15日，石排灣公共房屋CN4地段社會設施裝修工程進行公開開標，工程不設底價，共有13間公司遞交標書文件。經開標程序後，全部公司的標書獲接納，但其中4間公司需在限期內補交文件。工程造價由澳門幣73,494,250.00至116,429,013.00，工期由300天至360天。社會服務設施位於該地段的地面層，當中面積約9,000平方米的空間將根據各相關部門的要求，分為約1,570平方米兒童及青少年家舍、約1,300平方米長者日間中心、約4,300平方米殘疾人士住宿院舍及約1,950平方米殘疾人士展能及綜合職業康復訓練中心合共四個單位的社會設施。
2013年4月15日，首批居民入伙，房屋局按序安排石排灣社屋－樂群樓之租戶辦理入住社屋之相關手續，並特別安排首批租戶在房屋局領取鎖匙後，往石排灣公屋項目及樂群樓現場進行參觀，當中位於該項目地面層的石排灣臨時衛生站早在同年4月初投入服務。

## 經濟房屋

### 居雅大廈
居雅大廈（葡萄牙語：Edifício Koi Nga）是澳門房屋局轄下的一個經濟房屋項目，位於澳門路環石排灣CN3地段，佔地約14,195平方米，以分區方式進行招標及建造。第一區工程於2011年2月中進行公開開標，同年5月27日起陸續動工，合共提供1,824個單位，於2012年底建成，2013年初陸續入伙。
2010年12月23日至2011年2月10日，建設發展辦公室開展CN3第一區建造工程進行公開招標，預計將興建近900個單位，群樓3至26樓為住宅樓層，1、2樓為平台花園，並設有公共停車場。
2011年2月12日，石排灣公共房屋CN3地段第一區建造項目進行公開開標。工程不設低價，最長施工期為550天。共有21間公司遞交標書文件。經開標程序後，全部公司的標書獲接納，工程造價由澳門幣343,601,050.00至443,861,983.60，工期由522天至550天。第一區項目佔地面積約6,400平方米，提供892個住宅單位。項目由4座單棟樓宇組成群樓，提供一房一廳（T1）192個、二房一廳（T2）564個及三房一廳（T3）136個；群樓3至26樓為住宅樓層，1、2樓為平台花園，並設有公共停車場，提供不少於600個私家車及電單車車位。
2011年3月16日至5月5日，石排灣公共房屋CN3第二、第三區建造工程進行公開招標，佔地面積分別約3,470及2,867平方米，兩項目均由2座單棟樓宇組成群樓，分別提供一房一廳（T1）、二房一廳（T2）及三房一廳（T3）各466個。群樓2至26樓為住宅樓層，地下、1樓為社會設施及平台花園。
2011年4月29日，CN3地段第二區建造工程進行公開開標。工程不設底價。共有18間公司遞交標書文件。經開標程序後，全部公司的標書獲接納，但其中1間公司需要在限期內補交文件。工程造價由澳門幣181,962,000至233,800,000，工期至2012年12月31日。項目佔地面積約14,195平方米，將採取分區招標及建造。其中第二區建造工程佔地面積約3,470平方米，提供466個住宅單位。項目由2座單棟樓宇組成裙樓，分別提供一房一廳（T1）、二房一廳（T2）及三房一廳（T3）共 466個單位。裙樓2至26樓為住宅樓層，地下、1樓為平台花園，並設有社會設施。
2011年5月6日，CN3地段第三區建造項目進行公開開標。共有17間公司遞交標書文件。經開標程序後，全部公司的標書獲接納，但其中1間公司需要在限期內補交文件。工程造價由澳門幣187,077,074.00至223,000,000.00，工期至2012年12月31日。佔地面積約14,195平方米，將採取分區招標及建造。其中第三區建造工程佔地面積約2,867平方米，提供466個住宅單位。第三區工程緊接著第二區工程而展開，項目由2座單棟樓宇組成裙樓，分別提供一房一廳（T1）、二房一廳（T2）及三房一廳（T3）共 466個單位。裙樓2至26樓為住宅樓層，地下、1樓為平台花園，並設有社會設施。
2011年5月27日，位於CN3地段第一區的公共房屋工程舉行動工儀式。佔地面積約14,195平方米，分區進行招標及建造。其中第一區建造工程是整個石排灣公共房屋的首階段項目，佔地面積約7,800平方米，可建住宅單位892個。經開標和評審後，第一區工程由三友建築置業有限公司以澳門幣 3億8千多萬元承建，工期為548天。由4座單棟樓宇組成，地面層為大廈的出入口；地面及1樓設有公共停車場，提供不少於700個私家車及電單車車位、2樓為平台花園；群樓3至26樓為住宅樓層，提供892個住宅單位，其中一房一廳（T1）192個單位，佔整體22%、二房一廳（T2）564個單位，佔63%，及三房一廳（T3）136個單位。居雅大廈由八座樓宇組成，分別為水仙苑、木棉苑、松苑、柏苑、梅苑、蘭苑、菊苑及竹苑。
2012年1月4日，為配合公共房屋政策，政府編製了石排灣都市化規劃，範圍涉及目前石礦場公司之承批地，因此，有關批地須配合規劃更改其原為工業地的用途；承批人應政府要求，早前提出申請將土地轉變為商住用地，獲政府批准。按照既定政策原則，工業用地重利用並改為商住用途時， 必須要扣減30%的土地。而被扣減三成土地將用作興建石排灣CN3地段公屋之公共道路及配套社會設施之用。
2012年4月23日，政府預計CN3地段將於5月全面平頂，特區政府正根據《經濟房屋法》之售價原則，對石排灣公共房屋CN3地段經濟房屋之訂價及預配工作。規劃範疇公共房屋CN3地段8座住宅大樓中，已有6座分別於3月陸續平頂，並有序開展裝修及機電等設施之安裝，其餘2座大樓亦將於5月平頂，預計同年第四季完工。
2012年5月21日，特區政府公報中刊登第99/2012號行政長官批示，公佈已命名為居雅大廈，即石排灣CN3地段之1824個經濟房屋單位的售價及補貼比率。房屋局於同年5月22日起向獲甄選家團寄出揀樓通知信，並分批安排於6月5日起參觀位於青洲社屋之示範單位；6月12日起則按序安排家團代表往房屋局選購單位。示範單位設於青洲社屋青泉樓內。
2012年6月12日，交通事務局對居雅大廈獲甄選家團展開調查訪問，以收集有關家團的交通出行特性資料，作為經屋周邊交通規劃工作的重要參考和依據。而首批獲甄選家團往房屋局揀選經濟房屋單位，首批五十個獲甄選選擇三房經濟房屋單位之家團中，有四十一個家團報到，已揀選四十個經濟房屋單位。
2012年8月7日，該大廈作為路環公共房屋首個預配項目，截至同年7月底累計揀選的單位已超過六成，達1,143個經濟房屋單位；而政府亦正加緊進行區內相關道路、交通及社會設施等配套設施之興建。 
2012年10月12日，對該大廈社會設施裝修工程進行公開開標，工程不設底價，共有13間公司遞交標書文件。經開標程序後，13公司的標書全部獲接納。工程造價由澳門幣21,863,200.00至28,519,743.36，工期由230天至240天。工程包括於CN3地段第二區及第三區之地面層設置社會服務設施，社會服務施為面積約1,700平方米的殘疾人士輔助宿舍（包括宿舍及獨立家舍）、面積約800平方米的社會工作中心及面積約1,200平方米的托兒所四部份，總建築面積合共約3,800平方米。殘疾人士輔助宿舍及殘疾人士輔助家庭（獨立家舍）位於CN3地段第一及第二座之地面層，社會工作中心及托兒所位於CN3地段第三及第四座之地面層，部間隔有一條步行街。
2013年3月26日，公屋群首個公共停車場-“居雅大廈停車場”開放使用，初期以試驗形式豁免首12小時收費。
2013年4月3日起，房屋局按序安排該經屋之預約買受人辦理上樓手續，主要根據簽署買賣預約合同的次序，每月平均安排約400戶辦理相關手續，包括支付樓款及領取單位鎖匙，家團即日起可作出入住安排。

### 安順大廈
安順大廈是澳門房屋局轄下的一個經濟房屋項目，位於澳門路環石排灣CN7地段，是以房屋發展合同形式興建，佔地面積2689平方米，建築面積26173平方米。據2010年的規劃，由1層地庫、4層裙樓及兩座分別為23層高及15層高的塔樓組成，合共提供366個住宅單位，包括T1一房單位18個、T2二房單位300個以及T3三房單位48個。地庫一層全層、地面層局部及1樓局部為停車場，可提供輕型汽車位約75個，電單車位約98個。 安順大廈地面層設有商舖，住宅和寫字樓之出入口以及各種設備用房，1樓局部及2樓為寫字樓，3樓為花園平台。2012年建成後，第I至II座地庫為停車場，地面層為商業及停車場，1樓為寫字樓及停車場，2樓為寫字樓，3樓為平台花園；第I座4樓至13樓及15樓至22樓為住宅層，14樓為避火層；第II座4樓至15樓為住宅層。 停車場共提供169個泊車位，其中71個輕型汽車及98個電單車泊車位；樓宇使用天然氣。
2012年6月中下旬，位於石排灣CN7地段經濟房屋項目封頂，並命名為“安順大廈”，合共提供366個單位，並有序開展裝修及機電等設施之安裝，工程進度順利，預計該年第四季完工。 
2012年12月26日，前身為“爛尾樓”位於CN7地段的經濟房屋，正式命名為安順大廈，當時進行內部裝修及外牆飾面工程，政府昨公布定價，平均呎價為一1056元，將於2013年下旬開始揀樓。該項目毗鄰石排灣郊野公園的安順大廈，由兩座樓高十六及廿三層的樓宇組成，提供十八個一房、三百個兩房、四十八個三房單位，共提供三百六十六間經屋，另設商業鋪位、寫字樓及停車場，不具社會設施。
2013年1月23日，房屋局按序安排首批安順大廈獲甄選家團往房屋局揀選經濟房屋單位，首批四十八個獲甄選選擇三房經濟房屋單位之家團中，有四十二個家團報到，已揀選三十四個經濟房屋單位。此外，早前分別有十五個獲甄選家團申請延至昨日揀選經濟房屋單位，故昨日已揀選經濟房屋單位總數共四十九個，分別為安順大廈三十二個單位、青怡大廈九個單位、青葱大廈四個單位、業興大廈一個單位、居雅大廈兩個單位及湖畔大廈一個單位。
2013年8月19日，房屋局於日內按序安排安順大廈經濟房屋之預約買受人（俗稱準業主）辦理上樓手續，準業主在支付樓款及領取單位鎖匙後，可即場辦理管理合約繳付相關費用，包括管理按金、準備金（維修基金）及泥頭費等費用，並可同時辦理水電錶及燃氣申請。

### 業興大廈
業興大廈（Edifício Ip Heng）是澳門房屋局轄下的一個經濟房屋項目，位於澳門路環石排灣CN5a地段，由十座樓宇組成，樓高26至27層，共提供2,153個經濟房屋單位，分別是一房一廳（T1）單位有1,544個，兩房一廳（T2）單位有459個，三房一廳（T3）單位有150個。公眾停車場提供約900多個輕型汽車及電單車泊車位；社會設施有社區及家庭綜合服務中心、社區青少年工作隊。樓宇使用天然氣，沖廁將使用再生水系統。項目於2011年中旬動工，2012底至2013年初建成，2013年5月8日陸續入伙。
2011年3月23日至5月12日，政府對路環石排灣公共房屋CN5a地段進行公開招標。佔地面積約17000平方米，分別提供一房一廳（T1）、二房一廳（T2）及三房一廳（T3）約2100個。將建成10棟樓高26至27層之住宅樓及社會設施，樓宇之間將開闢為綠化區。
2011年5月13日，建設發展辦公室對石排灣公共房屋項目CN5a地段建造項目進行公開開標。工程不設底價。共有12間公司遞交標書文件。經開標程序後，全部公司的標書獲接納。工程造價由澳門幣946,800,000.00至1,154,114,271.20，工期至2012年12月31日。佔地面積約17000平方米，分別提供一房一廳（T1）、二房一廳（T2）及三房一廳（T3）共2153個。將建成10棟樓高26至27層之住宅樓及社會設施，樓宇之間將開闢為綠化區。
2012年12月14日，石排灣公共房屋CN5a地段社會設施裝修工程進行公開開標，工程不設底價，共有9間公司遞交標書文件。經開標程序後，9公司的標書全部獲接納。工程造價由澳門幣18,990,000.00至26,242,493.00，工期由235天至240天。 該項工程是按照原有石排灣公共房屋CN5a地面層建築設計的佈局，把面積約3,157平方米的社會設施空間將根據各相關部門的要求，分為社區及家庭綜合服務中心以及社區及青少年服務隊合共兩個單位的社會設施。 社區及家庭綜會服務中心主要建成為後勤用房、綜合活動室、教育學習室及辦公室等等。而社區及青少年服務隊則主要為綜合活動室、面談室、多媒體室及辦公室等。
2013年5月4日，房屋局舉辦石排灣業興大廈經濟房屋樓宇管理講解會，講解大廈運作及配套各方面安排。截至同年4月底，已預配的石排灣業興大廈經濟房屋單位560多個，其中，440多個業興大廈預約買受人已辦理預約買賣合同。
2013年5月8日，業興大廈首批預約買受人辦理上樓手續，主要根據簽署買賣預約合同的次序，每月安排約500戶辦理相關手續，包括支付樓款及領取單位鎖匙，家團即日起可作出入住安排。截至同年5月7日，進行預配的609個業興大廈兩房及三房經屋單位中，已預配的單位有567個，其中，480個單位之準業主已辦理預約買賣合同。而停車場亦於同日起開放使用，提供389個輕型汽車及606個電單車泊車位予公眾使用。
2014年6月19日至26日，房屋局開放該大廈一房一廳之實地示範單位分批參觀。向獲甄選家團寄出揀樓通知信，並載有參觀示範單位及揀樓時間，獲甄選家團須於指定期間，出示揀樓通知信的正本前往參觀示範單位，並只可參觀揀樓信上列明的單位類型，參觀者需為家團成員。
2014年6月26日，房屋局分批安排該大廈一房一廳獲甄選家團往房屋局揀選經濟房屋單位，首批34個獲甄選選擇經濟房屋單位之家團均按時報到，並已揀選34個一房一廳經濟房屋單位。
2014年8月13日，該大廈一房一廳單位經濟房屋首批預約買受人被安排辦理上樓手續，包括支付樓款及領取單位鎖匙，家團即日起可作出入住安排，此為萬九公屋後首批根據《經濟房屋法》及透過抽號獲安排上樓的經屋家團，並爭取於2015年第一季內完成揀樓工作。

## 交通資訊
2013年1月中旬，政府考慮到公屋群項目落成在即，預期對公共交通服務的需求大增，先安排15、25、26、26A、50及N3路線途經該社區。另外計劃增設4條日間快速路線及1條夜間巴士路線，連接居民由石排灣往返澳門半島之主要巴士站，再透過轉乘服務往返不同地區，便利居民出行。
2016年8月20日，位於石排灣社區綜合大樓地面層內的蝴蝶谷大馬路總站啟用，所有以原“石排灣總站”為總站的路線遷往該站開出。為配合該站啟用，四個位於公屋群內的巴士站重新命名。

### 公共巴士
C652 安順大廈（Edifício On Son）
路線：15、21A、25、26、26A、50、59、N3
C688 和諧廣場／業興大廈（Al. da Harmonia / Edf. Ip Heng）
路線：15、15T、21A、25、26、26A、50、51、51A、52、55、56、59、H3、N3、N5
C689 和諧廣場／樂群樓（Al. da Harmonia / Edf. Lok Kuan）
路線：15、15S、15T、21A、25、26、26A、50、51、51A、51X、52、55、56、59、H3、N3、N5
C690 蝴蝶谷大馬路總站（Av. Vale das Borboletas / Terminal）
路線：15S1、15T、25AX、51、51A、51X、52、55、56、H3、N5
C691 樂居大馬路／居雅大廈（Av. de Lok Koi / Edf. Koi Nga）
路線：15、21A、25、26、26A、50、59、N3
C692 樂居大馬路／樂群樓（Av. de Lok Koi / Edf. Lok Kuan）
路線：15、21A、25、26、26A、50、59、N3

### 輕軌
- █  石排灣線石排灣站

## 配套設施
基座設有停車場及商舖，開設銀行、食肆及超級市場，亦設有臨時衛生站、兒童及青少年家舍、長者日間中心、殘疾人士展能及綜合職業康復訓練中心。
聯同附近的經屋居雅大廈、安順大廈及業興大廈（統稱石排灣公屋群），共同享有石排灣衛生站、超級市場、銀行、市政署海島市總辦公室、街總路環社區中心等設施。而政府將在樂群樓後方山麓興建石排灣市政交通綜合體，內設街市大廈、熟食中心及有蓋巴士總站，2017年正式啟用。

### 社會設施發展過程
2010年，時任社會文化司司長張裕表示，計劃在路環石排灣都市區增設衛生中心，完善社區醫療網，滿足民眾服務需要。
2013年1月31日，房屋局對石排灣社屋－樂群樓、業興大廈經濟房屋內10個規劃作麵包店、藥房、飲食店、便利店、五金店、天然氣爐具及配套設備的售賣、安裝及維修、西醫診所之商舖進行租賃公開招標。
2013年8月3日，首階段配套設施正在陸續投入服務，包括社會設施及商舖，部份已判給的商舖已投入服務，另有2間食肆已進入最後驗收階段，其他亦在加快進行裝修。投入服務設施包括石排灣臨時衛生站，及位於業興大廈之長者日間中心、職業訓練中心、家庭服務站。 商舖方面，首階段判給的5個商舖位於石排灣社會房屋－樂群樓，其中銀行已投入服務，2間食肆已進入最後驗收階段，1間超市及食肆正在加快裝修；第二階段判給的9個商舖中，五金店、麵包店及天然氣爐具及配套設備的售賣、安裝及維修已投入服務，其他飲食店、便利店、藥房及西醫診所等正在裝修或將入場進行裝修；第三階段有5個零售業類別之商舖正在跟進招標前期工作。 
2014年6月14日，公屋群住戶陸續遷入，首階段已投入服務之社會設施包括路環石排灣臨時衛生站，長者日間中心、職業訓練中心、社區服務站，及職工服務站等；商業配套方面，銀行、購物中心、西醫診所、五金店、麵包店、兩間便利店以及多間食肆已開業營運。社會房屋已入住租戶有2,820多戶，已入住經濟房屋住戶則有800多戶，另外，有490多戶正進行經屋單位裝修。

### 政府設施
- 治安警察局海島警務廳–路環警司處 （页面存档备份，存于）：業興大廈第六座地下
- 環境保護局環保加Fun站（石排灣）：業興大廈第三座地下C舖
- 澳門郵政石排灣郵政分局：業興大廈(第X座)地下
- 身份證明局自助服務機及城市指南資訊亭：業興大廈第三座地下
- 衛生局石排灣臨時衛生站：位於樂群樓第5座1樓B及C，已於2022年6月1日遷往石排灣社會及衛生服務大樓地面層至二樓，並更名為石排灣衛生中心[71][72]。2022年8月4日，改為COVID-19核酸檢測站用途，由普瑞莎營運[73]；同年12月21日改用作“社區門診”供COVID-19確診人士就診[74]。

### 社會服務設施
- 澳門明愛明糧坊短期食物補助服務石排灣服務分站 （页面存档备份，存于）：業興大廈第五座地下B舖
- 澳門街總石排灣家庭及社區綜合服務中心 （页面存档备份，存于）：業興大廈第8座地下

### 石排灣購物中心
2013年11月，位於CN5a地段業興大廈地面層的“石排灣購物中心”正式開業營運，由百佳超級市場經營，佔地2,000平方米，為居民提供各類型蔬果、急凍及冰鮮肉類、乾貨及生活用品等零售。
2019年2月13日，市政署宣佈路環石排灣CN5a地段「石排灣購物中心」（百佳超級市場）租約期滿，將營業至當年2月17日。新承租者須設有種類更多元的購物專區並提供鮮活及生活用品各最少十款較市場價格為低的商品供市民選購，滿足區內居民購物需要。而市政署已將該購物中心判予來來超級市場，場所約於同年3月進行交收。

### 公共停車場
石排灣內亦設有五個公共停車場，所有已完成建設，分別位於居雅大廈（CN3）、樂群樓（CN4）及業興大廈（CN5a）內，共提供1,058個輕型汽車車位及1,522個電單車位，待餘下兩個公共停車場建成啟用後，則合共提供逾1,600個輕型汽車車位及逾1,800個電單車位。
2017年12月18日，位於石排灣綜合社區大樓3樓至5樓的蝴蝶谷停車場正式對外開放，分別提供369個輕型汽車車位及165個重型和輕型電單車車位，採用日、夜間兩個不同時段收費模式運作。
2018年2月1日，位於石排灣社會及衛生服務大樓內的地庫停車場正式啟用，並命名為“和諧廣場停車場”，位於路環石排灣蝴蝶谷大馬路及業興大馬路交界、業興大廈第十座對面建築物內，出入口設於蝴蝶谷大馬路及業興大馬路交界，提供209個輕型汽車泊車位及146個摩托車泊車位。

## 社會設施地段
社會設施地段由三幅獨立地段組成，分別為CN6a、CN6b及CN6d地段，包括交通、衛生、教育、康體及社會服務等配套。

### 石排灣社區綜合大樓
是本社區內大型綜合市政設施，內設休憩區、圖書館、熟食中心、大型超級市場、公共停車場和大型公共巴士總站。

### 石排灣社會及衛生服務大樓
是本社區內的大型社會及衛生服務設施，設有衛生中心、藥物治療中心、長者綜合服務設施、精神病康復者長期住宿院舍。

### 石排灣公立學校
位於石排灣公共房屋CN6a地段，原定於2016年竣工，後延至2020年竣工，石排灣公立學校為幼兒至中學畢業的一條龍學校，最多可設39個教學班，提供1,365個學額。

## 相關圖片

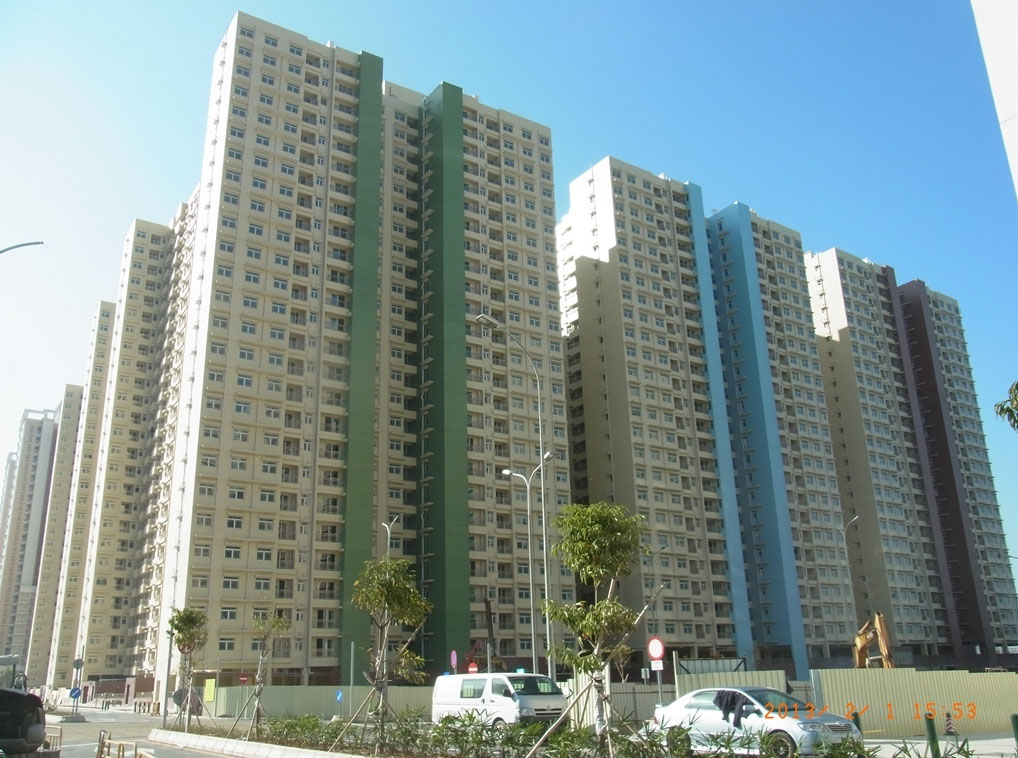
樂群樓
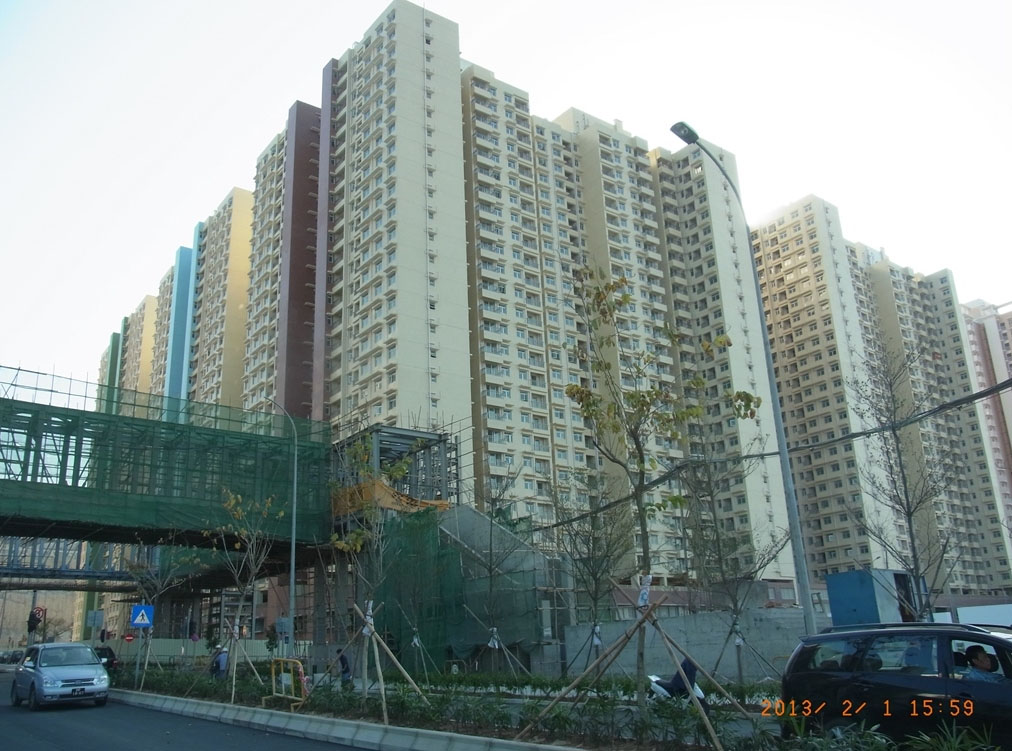
樂群樓
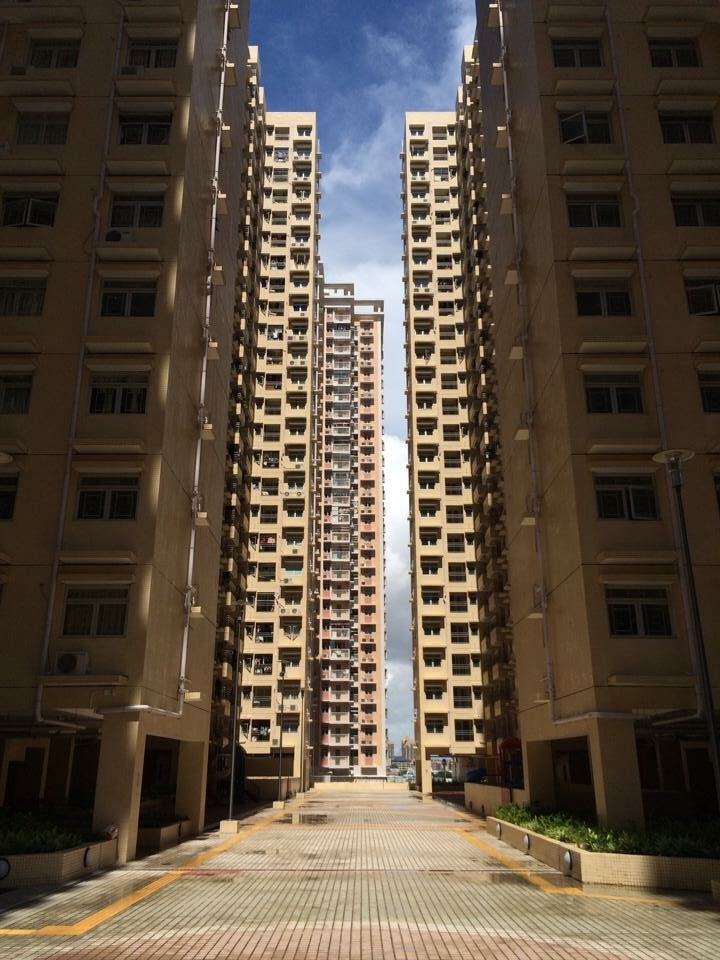
樂群樓中間
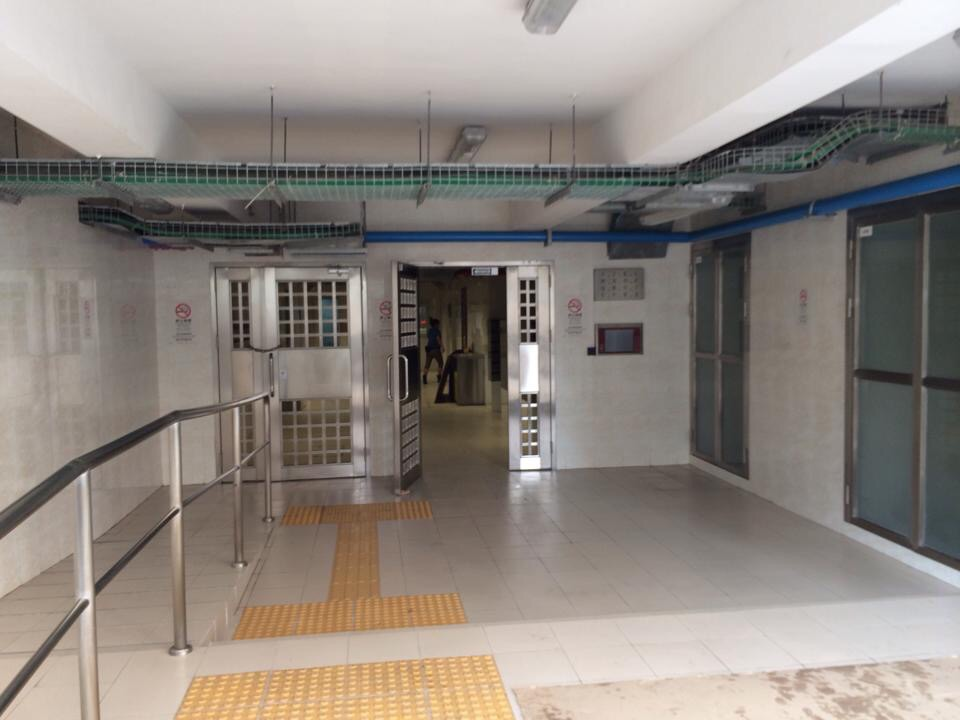
樂群樓住宅正門入囗
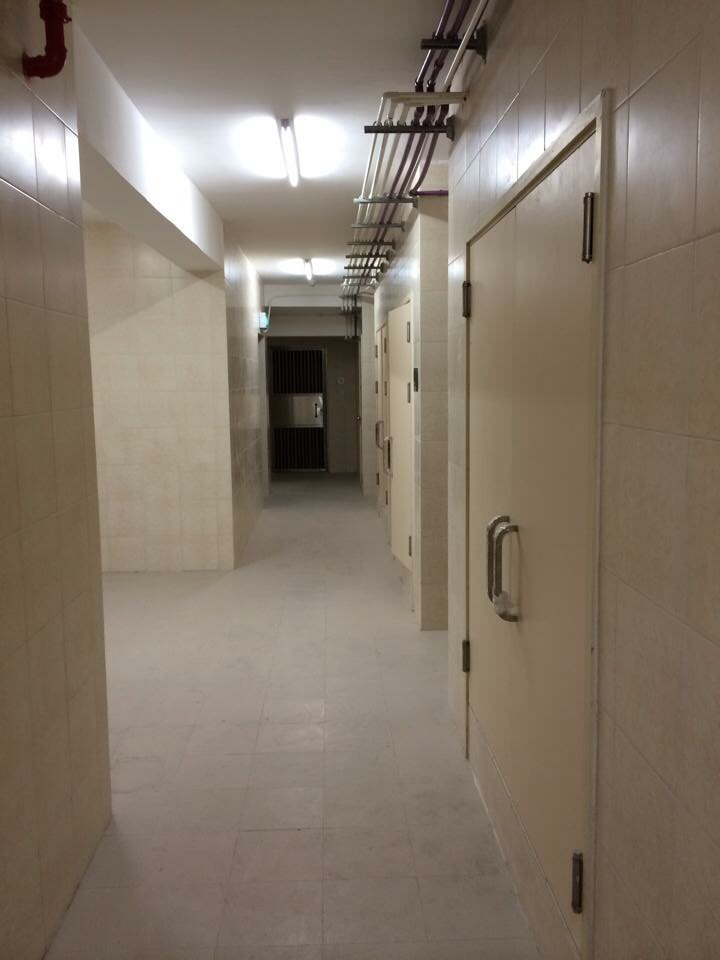
樂群樓樓上走廊
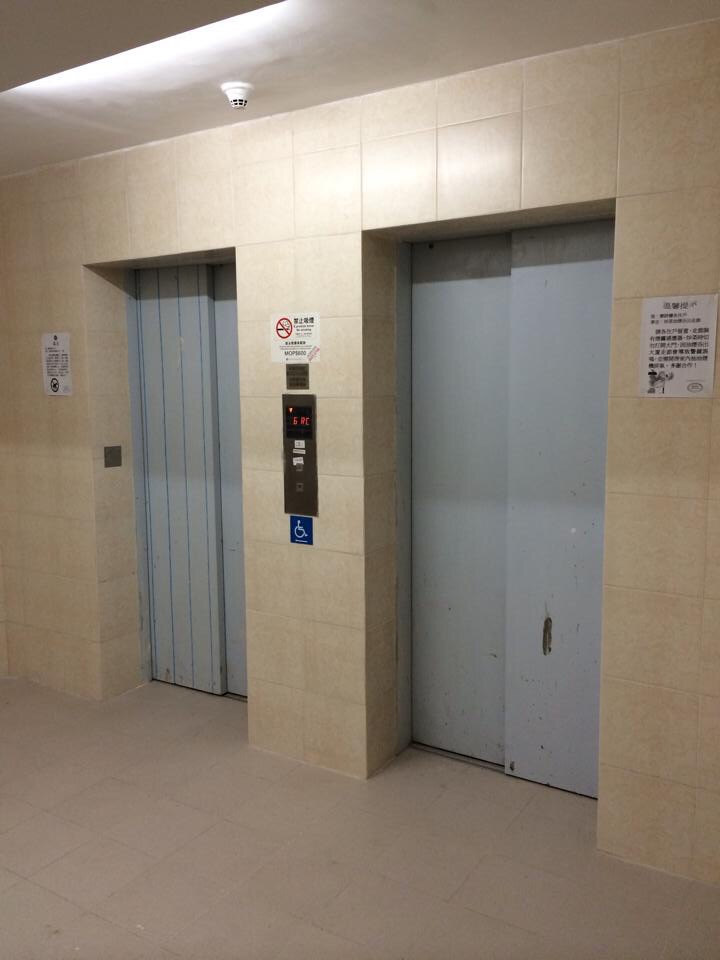
樂群樓樓上電梯大堂
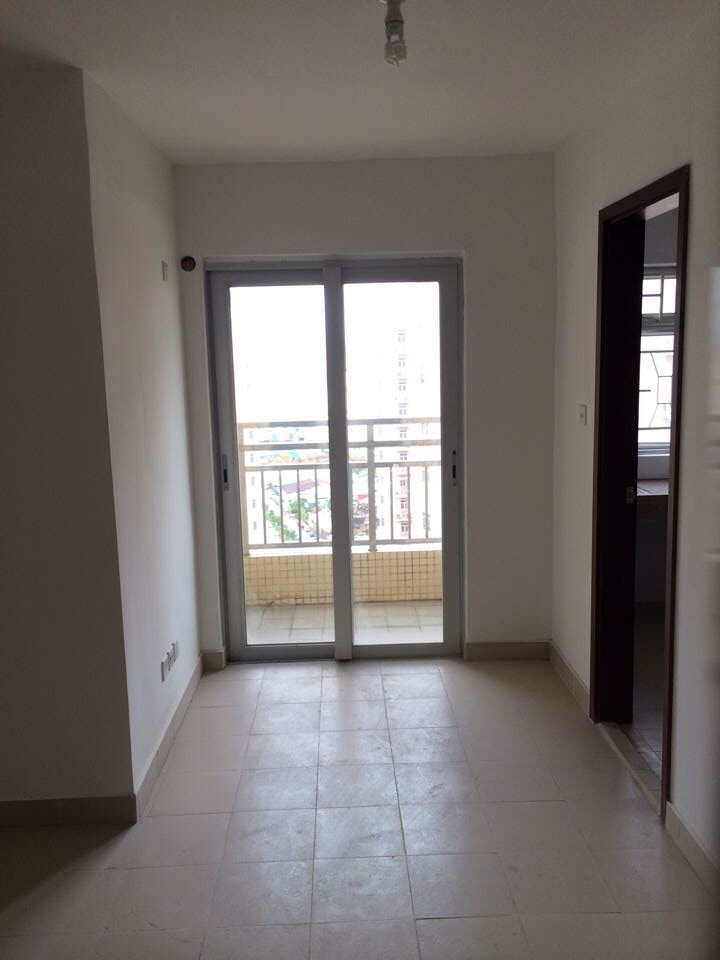
樂群樓單位內部
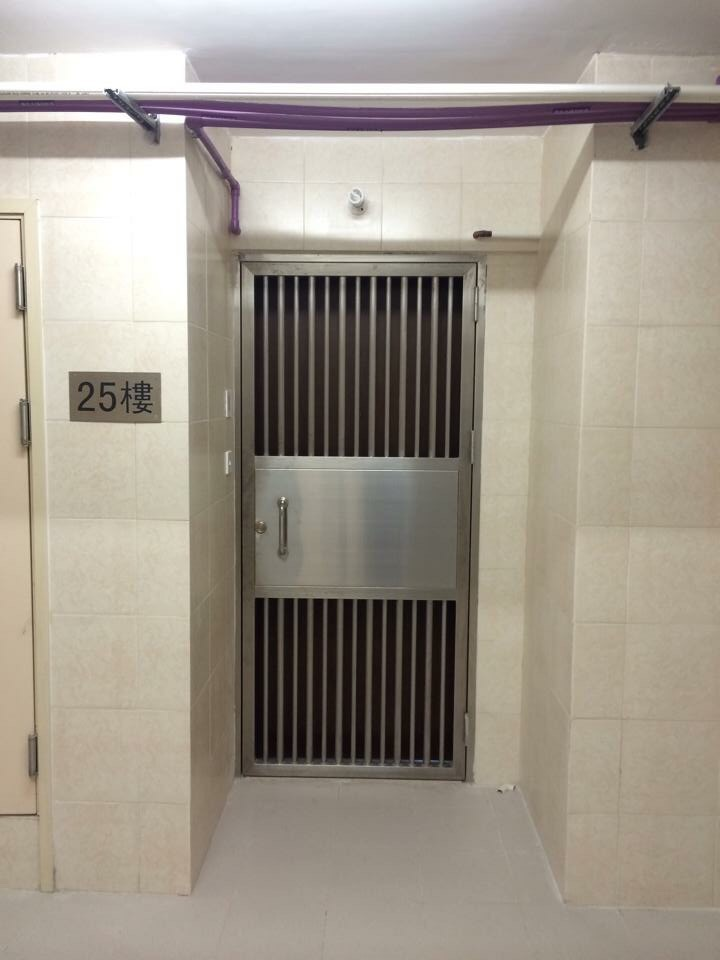
樂群樓單位門囗鐵閘
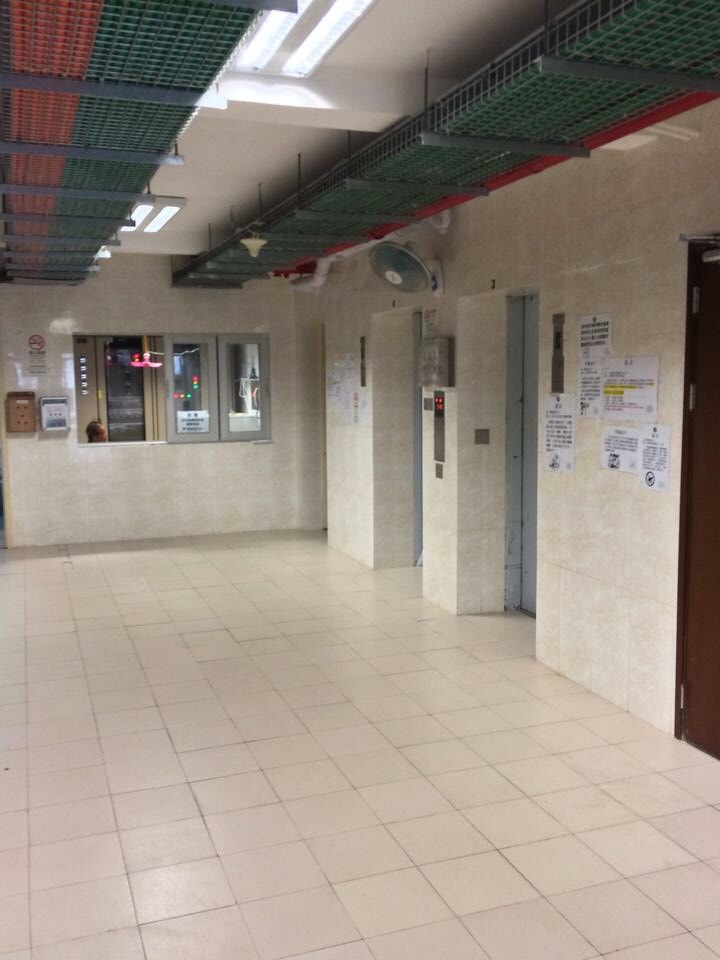
樂群樓地下大堂

## 爭議

### 路環石礦場換地事件
2012年1月4日，政府宣佈原經營者獲准將石礦場其餘土地興建12幢私人商住樓宇。路環石礦場總面積3.38萬平方米，根據合約規定，石礦場經營者放棄合共1.7萬多平方米的土地利用權，讓政府興建公屋。其餘土地加上政府額外批出的土地，合共近2萬平方米，可以興建2幢24層及10幢26層的商住樓宇，合同溢價金2.43億元。合約還訂明，特區政府在具備條件時，會批出另一幅商住用地於原石礦場經營者，這幅土地鄰近九澳高頂馬路，面積3800多平方米，可建容積率12.4倍。  
2012年2月28日，時任土地工務運輸局局長賈利安解釋，政府已經收回開採石礦的地段，用來興建公屋。至於，開採石礦地段旁邊的工業用地，由於2009年石排灣都市化規劃，需要相應更改用途，在這情況下，由於原土地承批公司商業章程不容從事房地產業務，故此批准其另組新公司提出興建私人住宅樓宇。其中CN3及CN5地段興建公共房屋。
2012年3月7日，時任時任土地工務運輸局局長賈利安對排灣石礦場兩幅土地更改用途個案解畫，他表示，首幅土地是1972年首次批出，1984年曾作出修改。其中一幅十萬平方米的土地在土地使用期完結後已交還給政府用作興建公屋項目，另一幅三萬三千平方米土地亦用作公屋用途。他強調，由於萬九公屋計劃時間很緊迫，所以批准發展商更改土地用途及溢價金按零七年的計算方式繳付。
2012年3月23日，議員區錦新就石排灣石礦場換地事件向政府提出口頭質詢，有議員批評，換地事件雖合法，但不合理，社會不能接受，希望未來能透過修改《土地法》，堵塞有關情況。 議員區錦新在口頭質詢中指，政府對石排灣石礦場一萬九千二百三十二平方米的土地，只徵地二億四千三百多萬元的溢價金，這項批給涉及更改土地用途，土地利益的轉讓，卻一直處於黑箱作業中，社會盡皆被蒙在鼓裏，至2011年底突然公佈有關批示時，米已成炊，民間嘩然。  
2012年5月2日，工務局發出新聞稿，稱基於「公共利益」和「可持續發展」，決定以同區一幅相同面積土地，換取一幅於1990年批出、位於石排灣蝴蝶谷工業區的處於閒置狀況的土業用地，用以開闢公共道路網等。政府公報昨亦刊登有關換地批示。 新聞稿表示，原批地是屬中華膠袋廠有限公司，面積2,260平方米的工業用地，用作興建一幢兩層高工業樓宇。由於該地段大部分面積正座落於石排灣都市化規劃的道路網上，基於公共利益立場考慮及興建公屋的迫切需要，政府按照規劃使用該批租地，其大部分面積會用作開闢道路，餘下的則分別劃入石排灣CN2c及CN5a兩個地段，用以興建公屋及配套設施。 

### 區內配套不完善
2014年5月下旬，自石排灣公屋群陸續有居民入伙，惟區內交通、醫療等生活配套設施和公共服務不足一直被受居民詬病，澳門工會聯合總會促請政府重視情況，盡快讓區內設施和公共服務完善和到位。當中建議增添氹仔往來路環的線路、石排灣至媽閣和各口岸快線，將25F路線改為全日通，並與22F路線加密班次和延長服務時間等。又指出公屋群有九千多個單位，而房局已派發鎖匙逾三千八百多戶，但由於經屋非硬性規定必須入住，居民因各種原因未遷入，故晚上區內大多是烏燈黑火，甚為冷清，儼如死城。出租商鋪方面，晚開早收情況多見，56個鋪位只有13個已出租，其中一間因無法經營下去已停業。
2018年4月，民眾建澳聯盟與公匡群居民進行座談，聆聽及收集居民對區內設施的意見，並與多名居民實地了解區內情況，發現仍存在不少問題，促請當局盡快改善，回應居民訴求。居民分別就區內醫療、社區管理、交通設施及區內設備維修等問題反映意見，有居民指出，現時區內雖然設有臨時衛生站，但由於只有星期一至五上午八時半至晚上八時提供服務，其餘時間若需求醫，一般只能自行前往區外，或致電救護車送往山頂醫院，不但造成不便，更可能拖延治療時間加重病情；另外，居民亦反映區內幾座行人天橋設計不善，一旦電梯出現故障，對坐輪椅或攜帶較多物品的居民做成不便，而且由於欠缺斑馬線，導致不少居民直接從天橋下橫過馬路，險象環生。

### 颱風海高斯
2020年8月18日，颱風海高斯正面襲澳造成部分設施受損，澳門工會聯合總會收到居民反映， 安順大廈有天台欄杆脫落，險吹落街。巡區更發現業興大廈多間空置舖位鐵閘再次被吹爛，部份阻擋行人道，憂區內居民步行及小朋友走動玩樂時，不慎受傷，冀望政府部門能加快處理。